# Ærøskøbing Kommune
Ærøskøbing Kommune i Fyns Amt blev dannet ved kommunalreformen i 1970. Ved strukturreformen i 2007 indgik den sammen med Marstal Kommune – efter folkeafstemning i begge kommuner – i Ærø Kommune, som blev oprettet 1. januar 2006, et år før alle reformens øvrige nye kommuner.

## Vest-Ærø Kommune
Ærøskøbing havde været købstad, men det begreb mistede sin betydning ved kommunalreformen. I 1966 dannede 4 sognekommuner sammen med Ærøskøbing Købstad Vest-Ærø Kommune, der omfattede hele Ærø undtagen Marstal Kommune:
| Kommune         | Folketal september 1965 | Byer            |
| --------------- | ----------------------- | --------------- |
| Ærøskøbing      | 1.228                   | Ærøskøbing      |
| Bregninge (Ærø) | 978                     | Bregninge (Ærø) |
| Rise            | 1.462                   |                 |
| Søby            | 1.179                   | Søby (Ærø)      |
| Tranderup       | 616                     | Vindeballe      |
| I alt           | 5.463                   |                 |

Fordi der var en købstad med, fik Vest-Ærø Kommune Marstal-status 1966-1970. Den var altså købstadlignende, men hørte i modsætning til købstæderne til amtskommunen, her Svendborg Amt.
Vest-Ærø Kommune ændrede navn til Ærøskøbing Kommune 9. oktober 1970.

## Sogne
Ærøskøbing Kommune bestod af følgende sogne, alle fra Ærø Herred:
- Bregninge Sogn
- Rise Sogn
- Søby Sogn
- Tranderup Sogn
- Ærøskøbing Sogn

## Rådhuse
I 1974 blev det nye rådhus i Ærøskøbing på Statene 2 indviet. Det afløste det gamle rådhus på Torvet, som tidligere havde været rådhus for Ærøskøbing Købstadskommune.

## Borgmestre[2]
| Periode   | Navn                  | Parti             |
| --------- | --------------------- | ----------------- |
| 1919-1937 | Vilhelm Andersen      |                   |
| 1937-1943 | C. V. Sehestedt Bohn  |                   |
| 1943-1958 | M. J. Bager           |                   |
| 1958-1962 | Jens K. Hansen        |                   |
| 1962-1970 | Arne M. Sækmose       |                   |
| 1970-1981 | Helge J. Hansen       | Lokalliste        |
| 1982-1985 | Kasper Caspersen      | Lokalliste        |
| 1986-1997 | Jens Groth-Lauritsen  | Venstre           |
| 1998-2005 | Jørgen Otto Jørgensen | Socialdemokratiet |

Finansåret i den offentlige sektor gik fra 1. april til 31. marts, før det - fra og med 1. januar 1979 - blev omlagt til kalenderåret fra 1. januar til 31. december efter vedtagelse af en lov i Folketinget i 1976. Helge J. Hansen var borgmester fra 1. april 1970 til 31. december 1981. Borgmestrene før da sad fra 1. april det år, de blev valgt, til 31. marts, dagen før 1. april, det år, de gik af som borgmestre. Kommunal- og amtsrådsvalg fandt sted i marts, og de valgte politikere tiltrådte deres poster 1. april, måneden efter valget. 1978 var sidste gang, valgene fandt sted i marts og valgperioden blev indledt fra 1. april. Det næste kommunal- og amtsrådsvalg fandt sted i november 1981, hvor politikere blev valgt for valgperioden 1. januar 1982- 31. december 1985.